# Segmentación de red
La segmentación de red en redes de computadoras consiste en dividir una red en subredes, cada una funcionando como un segmento de red independiente. Los principales beneficios de dicha división son mejorar el rendimiento y la seguridad.

## Ventajas
Entre las ventajas más relevantes se encuentran:
- Congestión reducida: al segmentar la red, hay menos dispositivos en cada subred, lo que reduce el tráfico y, por ende, la congestión.
- Seguridad mejorada:
  - Las comunicaciones quedan restringidas a la red local, evitando que la infraestructura interna se exponga al exterior.
  - La reducción de la superficie de ataque, ya que si un host se ve comprometido, el daño se limita al segmento afectado. Además, los vectores de ataque comunes, como LLMNR y el envenenamiento de NetBIOS, se pueden mitigar con una buena segmentación, ya que estos solo operan en la red local. Por ello, se recomienda segmentar redes por área de uso, como servidores web, bases de datos y máquinas de usuario, cada uno en su propio segmento.
  - Al crear segmentos de red que contienen solo los recursos específicos de los consumidores a los que se les autoriza el acceso, se está creando un entorno de mínimo privilegio. [1] [2]
- Contención de problemas de red: se evita que el problema de un segmento se propague a otras partes de la red, minimizando el impacto general.
- Control del acceso de visitantes: el acceso de visitantes a la red se puede controlar implementando VLAN para segregar la red.

## Seguridad mejorada
Cuando un ciberdelincuente obtiene acceso no autorizado a una red, la segmentación o “zonificación” puede brindar controles efectivos para limitar futuros movimientos a través de la red.  PCI-DSS (Payment Card Industry Data Security Standard), y estándares similares, brindan orientación sobre cómo crear una separación clara de datos dentro de la red, por ejemplo, separando la red para autorizaciones de tarjetas de pago de aquellas para puntos de servicio (cajas registradoras) o tráfico de Wi-Fi del cliente. Una política de seguridad robusta requiere segmentar la red en diversas zonas, cada una con requisitos específicos de seguridad, aplicando estrictamente las reglas sobre lo se permite mover entre zonas. 

## Controlar el acceso de los visitantes
Departamentos como Finanzas y Recursos Humanos necesitan acceso a través de su propia VLAN a sus servidores de aplicaciones debido a la naturaleza confidencial de la información que procesan y almacenan. Otros grupos de personal, como administradores de servidores, administración de seguridad, gerentes y ejecutivos,  pueden requerir sus propias redes segregadas. 
Generalmente se requiere que terceros cuenten con sus propios segmentos, con contraseñas de administración diferentes a las de la red principal, para evitar ataques a través de un sitio de terceros comprometido y menos protegido.  

## Medios de segregación
La segregación generalmente se logra mediante una combinación de firewalls y VLAN (redes de área local virtuales). Las redes definidas por software (SDN) pueden permitir la creación y gestión de redes microsegmentadas.